# Саут Ембој (Њу Џерзи)
Саут Ембој (енгл. South Amboy) град је у америчкој савезној држави Њу Џерзи. По попису становништва из 2010. у њему је живело 8.631 становника.

## Демографија
Према попису становништва из 2010. у граду је живело 8.631 становника, што је 718 (9,1%) становника више него 2000. године.
| Група             | 2000.         | 2010.         |
| Белци             | 7.121 (90,0%) | 6.638 (76,9%) |
| Афроамериканци    | 68 (0,9%)     | 382 (4,4%)    |
| Азијати           | 109 (1,4%)    | 348 (4,0%)    |
| Хиспаноамериканци | 534 (6,7%)    | 1.158 (13,4%) |
| Укупно            | 7.913         | 8.631         |